# Levantamiento de Cotiza
El levantamiento de Cotiza fue un motín militar ocurrido el 21 de enero de 2019, al inicio de la crisis presidencial de Venezuela, en un comando de la Guardia Nacional Bolivariana ubicado en el sector de Cotiza, en Caracas. Después del alzamiento tuvieron lugar múltiples protestas en el sector en apoyo a los militares.

## Antecedentes
En las elecciones de mayo de 2018, el presidente Nicolás Maduro resultó reelegido en un clima rodeado de irregularidades, lo que llevó a muchos países a calificar que las elecciones carecían de validez y a la población venezolana opositora. Múltiples países declararon que Maduro no había sido legítimamente electo. En los meses previos a su proclamación, el 10 de enero de 2019, Maduro fue vetado por varios gobiernos y organismos, incluido el Grupo de Lima y la Organización de los Estados Americanos (OEA); dicha presión sólo se incrementó cuando la nueva directiva de la Asamblea Nacional de Venezuela prestó juramento el 5 de enero de 2019. La Asamblea Nacional fue rechazada por Maduro a mediados de marzo de 2017, pero los gobiernos y entes antes señalados la consideraron como el único cuerpo democrático legítimo en Venezuela.
Los resultados electorales fueron apoyados por Rusia, China y el ALBA. El 10 de enero de 2019, la  Asamblea Nacional de Venezuela había declarado  que Nicolás Maduro usurpaba el cargo de presidente.

## Levantamiento
En la madrugada del 21 de enero ocurrió un motín militar en un comando de la Guardia Nacional Bolivariana ubicado en Cotiza en el noroeste de Caracas. Al menos 27 efectivos militares se sublevaron y secuestraron a los agentes de seguridad, capturaron el parque de armas y trataron de marchar sobre el Palacio de Miraflores pero encontraron resistencia por parte de otros agentes, se enfrentaron y fueron aprehendidos por las autoridades en la madrugada. En vídeos que divulgaron antes en las redes sociales declararon no reconocer al gobernante del país y pedían salir a las calles en respaldo de la insurrección.

## Desenlace
Tras ser neutralizado el grupo insurgente, las autoridades incautaron las armas que traían consigo así como sus teléfonos móviles. Este hecho desencadenó una serie de fuertes protestas civiles en el sector en respaldo a los insurgentes, que horas después se propagaron en distintos sectores de la ciudad en rechazo a Nicolás Maduro y a la crisis del país. La gente en el área local continuó la lucha, protestando y quemando objetos en la calle incluso cuando se lanzaron gases lacrimógenos. Colectivos mataron a una mujer que no protestaba en su propia puerta, y otros cinco resultaron heridos.
El líder de la operación Luis Bandres Figueroa fue víctima de torturas durante su reclusión, provocándole, según testimonios de su esposa, tendencias suicidas. Casi todos los involucrados fueron detenidos en la Cárcel de Ramo Verde a excepción de Luis Bandres y Geomer Martínez quienes fueron recluidos en la Cárcel de La Pica.